# Pterotyphis zealandicus
Pterotyphis zealandicus là một loài ốc biển săn mồi cỡ nhỏ, là động vật thân mềm chân bụng sống ở biển thuộc họ Muricidae, họ ốc gai.